# Blaise Kilizou Abalo
Blaise Kilizou Abalo (1947 - 16 de octubre de 2013) fue un director, productor y guionista togolés. Fue más conocido por dirigir el primer largometraje de ficción togolés, Kawilasi. También se desempeñó como psicólogo y docente.

## Biografía
Abalo nació en 1947 en Kanianboua, Togo.
Se casó con una burquinesa y fue padre de cinco hijos.

## Carrera profesional
Estudió realización cinematográfica, derecho y psicología. Luego trabajó como profesor de 1978 a 1981 en la Universidad de Uagadugú. También realizó una colaboración con el Instituto Africano de Educación Cinematográfica en Burkina Faso. En enero de 1977 dirigió su primer docu-ficción 10 ans de pouvoir du Président Éyadéma. También fue nombrado asistente del Director de CINEATO, actualmente conocido como CNPA. Para entonces, comenzó a dar clases en el Instituto Pedagógico Nacional IPN, actualmente conocido como DIFOP.
Comenzó su carrera cinematográfica en 1976 con la producción del documental llamado 10 ans de pouvoir du Président Eyama. En 1992 dirigía Kawilasi el histórico primer largometraje de ficción togolés. En 1995, la película ganó el Premio Especial de Desarrollo Humano Sostenible en el Festival Panafricano de Cine y Televisión de Uagadugú (FESPACO). Luego realizó varias películas y documentales como: Coopération Franco-Togolaise, La révolte de l'ombre, Le cri du silent, Le mirage de l'espoir y Le prix du vélo. También dirigió la serie de televisión de 14 episodios, Dikanakou (Le sida).

## Filmografía
| Año  | Película                               | Papel                          | Tipo                    | Ref.  |
| ---- | -------------------------------------- | ------------------------------ | ----------------------- | ----- |
| 1976 | 10 ans de pouvoir du Président Éyadéma | Director                       | Cortometraje documental |       |
| 1980 | Directeus D'École                      | Director, Escritor             | documental corto        |       |
| 1992 | Kawilasi                               | Director, Guionista, Productor | Película                | [ 8 ] |
| 1998 | La coopération Franco-Togolaise        | Director                       | Cortometraje documental |       |
| 1998 | La Revolte De L'ombre                  | Director, Escritor             | documental corto        | [ 9 ] |
| 2002 | Le Cri Du Silence                      | Director, Escritor             | documental corto        |       |
| 2006 | Le Mirage De L'espoir                  | Director, Escritor             | documental corto        |       |
| 2009 | Venu De France                         | Director, Escritor             | Película                | [ 9 ] |

## Fallecimiento
Abalo murió el 16 de octubre de 2013, después de una larga batalla contra el cáncer.